# زهير الوردي
زهير الوردي (من مواليد 15 فبراير 1977 -)، عداء مغربي متخصص في مسافة 3000 متر و 3000 متر حواجز . مثل المغرب في ورة الألعاب الأولمبية الصيفية 2004.

## أرقام شخصية
- 3000 متر : 7:53.43 (نانت، فرنسا) 06 يونيو 2008
- 3000 متر حواجز : 8:13.67 (اوسدان-زولده، بلجيكا) 31 يوليوز 2004

## روابط خارجية
- زهير الوردي على موقع الاتحاد الدولي لألعاب القوى (الإنجليزية)
- زهير الوردي على موقع أوليمبيديا (الإنجليزية)